# Kraftwerk Los Coroneles
Das Kraftwerk Los Coroneles (spanisch Central hidroeléctrica Los Coroneles) ist ein Wasserkraftwerk in der Provinz Mendoza, Argentinien. Ursprünglich wurde es als Kraftwerk Veinticinco de Mayo (span. Central hidroeléctrica Veinticinco de Mayo) bezeichnet.
Es liegt rund einen Kilometer südöstlich der Ortschaft Villa Veinticinco de Mayo an einem Kanal, der ungefähr zwei Kilometer westlich des Kraftwerks vom Río Diamante abzweigt. Ungefähr 10 km westlich des Kraftwerks liegt die Talsperre El Tigre.
Das Kraftwerk mit 6,64 MW installierter Leistung wurde 1970 in Betrieb genommen. Die durchschnittliche Jahreserzeugung liegt bei 35 Mio. kWh. Die beiden Kaplan-Turbinen leisten jede maximal 3,3 MW und die Generatoren jeweils 4,15 MVA. Die Nenndrehzahl der Turbinen liegt bei 300/min. Die Fallhöhe beträgt 16 m. Der Durchfluss liegt bei 37 m³/s.